# 北村銀太郎
北村 銀太郎（きたむら ぎんたろう, 1890年（明治23年）12月12日 - 1983年（昭和58年）10月3日）は、日本の興行主・建築業者。建築業を経て寄席経営にかかわる。特に新宿末廣亭の席亭を37年にわたって務めて「大旦那」と尊称され噺家とは違った立場で落語界に重きをなした。

## 生涯
北村銀太郎は、1890年（明治23年）12月12日、東京府四谷区四谷箪笥町で建築業を営む北村久次郎の長男として生まれる。生年の1890年は五代目古今亭志ん生と同年であり、誕生日の12月12日は「黒門町」八代目桂文楽の没日と同じである。日露戦争のころには、四谷の芸者屋でのちの六代目雷門助六となる三代目都家歌六と出会う。また、「東京一の」鳶職が経営していた四谷大横町の寄席「喜よし」にも父に連れられて足を運んだりしていた。やがて「喜よし」席亭の息子と仲良くなって一人で出入りするようになる。工手学校（現・工学院大学）卒業後、関東大震災より前のことは不明であるが、父同様に建築業者となった。建築業者としては映画館や、東京吉本系の寄席の建築などを請け負った。そんな中の関東大震災直後、当時の落語界の重鎮・「五代目」こと、五代目柳亭左楽と出会う。北村と左楽は助六の弟子の初代雷門福助を介して知り合い、北村は左楽に薦められて震災で焼失したまま空き地だった下谷竹町の寄席・とんぼ軒の跡地に三代目歌六改め六代目助六と共同で、寄席六三亭を開業する。客入りの良い寄席だったが小学校用地として買収されて1928年（昭和3年）頃に開場から2年半程で閉場した。はからずも、「鳶の頭が寄席を経営する」という伝統を北村も継承したこととなった。年号が昭和になったばかりのころ、北村は湯島に左楽の家を新築した。やがて左楽が余興に出る際についていくほどの昵懇の仲となる。下って、左楽が1953年（昭和28年）に亡くなったあと、北村は左楽の一人娘であるすゑ子を後妻とした。
この左楽との親交が、新宿末廣亭経営の伏線となる。太平洋戦争で新宿も空襲で焼け野原となり、かつては浪曲の定席であった（旧）新宿末廣亭も焼失したが、当時の席亭が寄席を好んでおらず再建する力も持ち合わせてなく、また借地だった。北村は北村で、新宿駅前で闇市を開業して勢力のあったテキヤである関東尾津組が掲げた『光は新宿より』のスローガンに共鳴し、「廃墟に寄席を建ててやらう」と意気込んでいた。決定打は左楽が「寄席で失敗しても、あそこなら住宅やマーケットを建てても食いっぱぐれがないから」と勧めたことで、北村は六三亭経営で培ったノウハウと手持ちの建築材料、資金、そして「芸人をよく知っている」という強みをつぎこんで、1946年（昭和21年）3月に新宿末廣亭を開場した。この時点では、新宿末廣亭が建つ土地は以前のまま借地であった。北村は「坪七千円」で「百三十坪」の土地を地権者との交渉を幾度か重ねた末にすべて買い取ったが、このことは新宿末廣亭が存続していく上で大きな出来事となり、似た名前の寄席であった人形町末廣が土地持ちでなかったゆえに存続できなかったのと対照的であった。北村は続いて浅草に浅草末廣亭を開場するが、ストリップ劇場の2階にあったこと、大家が「サギ師みたいなやつだった」こと、また浅草そのものが低迷していた時期と重なったこともあり、「聞きいい寄席」だったが2年程度で閉場した。
やがてテレビ時代が到来するが、北村はむしろテレビを歓迎し、1961年（昭和36年）から1981年（昭和56年）まで『末廣演芸会』（NETテレビ/テレビ朝日）を放送する下地をこしらえた。80代後半になっても、後述の落語協会分裂騒動の裁定などで存在感を示し、また「寄席は道場」、「育てながら売る」との信念から、若手噺家のための勉強会のために夜の部が終わったあとの新宿末廣亭を開放するなど、90歳を超える最晩年になっても落語界の発展と育成に尽力し、いつしか「大旦那」と呼ばれるようになった。1983年（昭和58年）10月3日、北村銀太郎は心筋梗塞のため慶應義塾大学病院で亡くなった。92歳没。

## 北村と落語協会分裂騒動
三遊亭圓丈によれば、大名人六代目三遊亭圓生にとって、北村は「唯一、頭の上がらなかった人」であった。
圓生、圓生一門とそれに賛同する噺家による、いわゆる落語協会分裂騒動について、北村は圓生から落語三遊協会の会員名簿を見せられた最初の一瞬は「なかなかいいメンバー」だと感じたものの、ほどなく「メンバーの底が」「いかにも浅い」ことに気づき、鈴本演芸場が承知していたのに対して反対の意を示した。北村曰く、圓生が「メンバーをもう少しふやして底を厚くしてくれれば」、落語三遊協会を新しい協会として認めるところであったが、圓生が色物や落語芸術協会、上方落語からメンバーを呼べなかった、そういう努力をしなかったことが落語三遊協会不承知の理由とした。この点に関して北村は、圓生の「一生の大失敗ですよ。」と断じている。
やがて、圓生は1978年（昭和53年）5月24日に落語三遊協会結成の記者会見を開くが、これを受けて北村は翌5月25日に他の席亭を集めて会議を行い、落語三遊協会と落語協会の一本化を勧め、一本化しなければ受け入れられないという決定を行った。一週間後の5月31日、圓生はこの日開催のTBS落語研究会の場で、落語協会会長の五代目柳家小さんに退会届を出し、一門そろって落語協会を退会した。北村は席亭会議から5月31日までの間のいずれかに、圓生に落語協会、落語三遊協会および席亭一同の三者による調停会議を神田明神下の料亭「神田川」で開くから出席するよう電話をかけ、会議は調整の結果、6月1日に行われることになっていた。ところが会議当日、圓生と五代目三遊亭圓楽の姿は「神田川」にはなく、しかも連絡なしの欠席であった。圓丈は、圓生は「頭の上がらない」北村の調停に乗りたくないばかりに5月31日に退会届を出したとしている。圓生と圓楽の無断欠席は北村ら席亭の心証に悪い印象しか与えず、席亭一同は憤激した。調停会議では、古今亭志ん朝ら圓生の同調者一同が詫びを入れて一応は復帰となったが、小さんらから起こった「香盤を下げろ」との声に対しては、北村は落語協会全体の問題だととらえ、協会がだらしがないからこういうことが起きる、小さんは会長を辞め、副会長や理事も総辞職すべきだと主張。そのうえで志ん朝ら脱会者の香盤を脱会前のままにして退会届を北村預けにするよう小さんに提案し、小さんはこれを了承した。
1年と少しが過ぎた1979年（昭和54年）8月1日、北村は圓生、圓楽、小さんおよび上野の席亭と新宿末廣亭で会合し、慶弔の席ではおつきあいを続けていくことを確認した。それから1か月過ぎた9月3日、圓生は79歳の誕生日に津田沼の一角で急逝。上野動物園のジャイアントパンダ「ランラン」の死と重なり、一部メディアでは圓生の「香盤」はランランより下となってしまった。これについて北村曰く、「一日ずらしやあよかつたんだ、前か後に。そのくらゐの芸を見せたつてよかつたのにさ。あのぐらゐの芸をもつてすれば、そのくらゐ出来ただらうに。それとも、その程度の芸も出来ないほど弱つちやつてたのかな。」。2か月後の11月8日には圓生夫人の山崎はなが北村のもとを訪れて、圓楽門下以外の圓生一門の落語協会復帰に手を貸してくれるよう依頼。小さんにも頭を下げた結果、圓楽門下以外の圓生一門は1980年（昭和55年）2月上席から落語協会に復帰した。
北村は、騒動の背景に香盤の問題があったとし、香盤にかかわる真打の問題にしても、真打ちに昇進できる実力をもった者しか昇進させない圓生の考え方とは異なり、「前座5年、二つ目10年で真打、あとは自分の力で勝負しろ」という考え方であった。

## 北村の噺家評（昭和55年当時）
北村が選ぶ昭和期の大御所の順位は文楽（黒門町）、志ん生、三代目三遊亭金馬、圓生で、特に黒門町の首位はゆるぎないもので、「芸と人間性の両面に秀でた噺家」と評価。圓生は「芸のレベルまで人間が行つていたら、明治の大圓朝以来の噺家」と評する。下の世代のうち、俗に「落語四天王」の面々では志ん朝が何より筆頭で、立川談志と圓楽は「自分を作っている」と一枚下であったが、さらに踏み込むと、談志は入りの良くない池袋演芸場に頻繁に顔を出す点は評価しながらも「歪んだ感じで進んでゆくことからは免れ得ない」、圓楽に至ってはテレビで見た『真景累ヶ淵・豊志賀の死』での仕草が滅茶苦茶なのを見て「何年たつたつて圓生さんの域には達しさうにないよ」と斬って捨てた。残る五代目月の家円鏡は扱いが少ないが、「懸命に勉強し出したから偉いよ」。
四天王に続く噺家としては十代目柳家小三治、九代目入船亭扇橋の名を挙げ、昭和55年当時の若手では、落語協会では春風亭小朝、落語芸術協会では初代三笑亭夢丸を高く買っており。特に小朝に対してはカミナリを落としつつも、二つ目時代から中入り後に出番を作るなど目をかけていた。金回りと身なり部門の横綱は六代目春風亭柳橋で、部門の離れた二番手は志ん朝であった。しかし、北村が実際に接した噺家の中で段違いの総合トップは、新宿末廣亭経営というターニングポイントを与えるなど、亡くなるまで畏敬していた左楽である。北村を取材した冨田均によれば、左楽に関する話は取材ノート23ページ分におよび、16ページ分の黒門町よりも多かったという。

## エピソードなど
- 戦前、吉本興業の東京支社長を務めた林弘高（戦後は東京吉本や吉本興業の社長を歴任。通称「吉本の若」）と馬が合い、若い頃は一心同体のようによく遊んだ。東京吉本系の寄席・演芸場の新築、改築、修繕を任されるだけでなく、月に2,30円の小遣いをもらうなど、金銭面でも恩恵を受けたという。代わりに北村は、大阪生まれの林に対し、東京での遊び方を祝儀の出し方から始まり、一つ一つ手とり足とり教えた。北村は、自分にとって恩人と呼べるのは5代目柳亭左楽と林弘高のみと語っている[47]。
- 太平洋戦争中、北村は日清製粉の工場長に呼ばれ、180名が収容できる捕虜収容所を1か月で建ててくれと依頼された。北村は契約ののち、金と物資、人員をやりくりして昼夜兼行で建設に取りかかったが、軍の都合で建設が延び延びになってしまった。これに対し、北村は人員の都合上、契約どおりにやるしかないと意見した。日清製粉の正田英三郎取締役まで出てきた結果、「軍の都合なら仕方ない」と建設は延び延びになったが、北村のもとには本来の契約で得られる100万円が転がり込んできた。北村によれば、工事は1か月なら150万円必要で、2か月から3か月なら30万から50万円程度だった。大金が転がり込んだ北村は、「踊り狂つちやつた」。[48]。
- 新宿末廣亭会場直後、同じ新宿の帝都座で、日本でのストリップショーのはしりである「額縁ショー」が人気を呼んでいた。北村は足しげく通い、帝都座は帝都座でショーの幕間に出る芸人を新宿末廣亭から借りてきていた。やがて東京吉本の林弘高に資金の工面のために額縁ショーをやってはと勧められたが、北村は断った。しかし、冨田の取材で一言、「でも、やつとけばよかつたよ。」。[49]相当ストリップが好きだったのか、短命だった浅草末廣亭に様子見で行った時も、浅草末廣亭のあった2階ではなくもっぱら1階のストリップ劇場に出入りし、「いや、よかつたよ。」。[18]
- ケチな事で有名だった立川談志から見てもケチだったようで、談志が末廣亭を満員にしたのにも関わらず五万円しかワリ（寄席のギャラ）を払わなかった北村に文句を言ったところ、「今、女が5人いてね…。」と言い訳を始めたと言う。また、談志からはその顔立ちから「吸血鬼みたいな席亭」と呼ばれていた。[50]
- 80歳でなお神輿を担ぎ、85歳で『知盛』[注釈 10]を舞った[51]。常磐津節をたしなむ一方[21]、90歳近くになっても「徘徊」と称して夜の新宿を一日おきに歩き、いつのまにかできた風俗に顔を出したり、デパートに行ってかわいい女性店員を見ることを楽しみとしていた[52]。
- 昭和の落語界を舞台とした漫画『山遊亭海彦』（立川談四楼原作、さだやす圭画）には「廣末亭の大旦那・南村金二郎」というキャラクターが登場する。

## 家族
最初の妻は、1954年（昭和29年）に66歳で没した北村しづである。しづは晩年寝たきり状態であり、北村はしづに見せたい一心でテレビの購入を考えたが、高すぎて手が出せなかった。上述のように左楽の娘で、左楽没後に結婚した後妻の北村すゑ子が亡くなったのは1976年（昭和51年）であり、気落ちした北村がスタッフ要員として呼び寄せたのが、長男の北村一男の息子にあたる北村幾夫（1948年（昭和23年）生まれ）である。娘のうち長女の恭子（杉田恭子）は、再開直後に北村の誘いで支配人を務め、のちに演芸評論家として「真山恵介」と名乗った杉田憲治と結婚した。のちに、（俗に）二代目席亭を務めた。一男は北村の葬儀で喪主を務めたあと二代目席亭となるも病気のため、長く実務を行っていた恭子が引き続き采配を振っていた。北村は寄席の栄枯盛衰を目の当たりにしていたためか、新宿末廣亭を子や孫に継がせる発想を持っていなかったが、新宿末廣亭は恭子亡き後は幾夫、恭子の息子の真山由光が代々席亭を務めている。また、次女の光子（石川光子）は新宿末廣亭裏（敷地内）にある喫茶「楽屋」のオーナーを務め、光子の娘が「楽屋」のオーナーを継承している。
ちなみに、一男、恭子、光子は新宿区立淀橋第一小学校（現・新宿区立柏木小学校）に通っていたが、3人が通っていた時の先生の一人に「郡山」という人物がおり、この「郡山」の息子が10代目 柳家小三治（本名・郡山剛蔵）である。